# Christoph Hehl
Christoph Hehl (Kassel, 11 de octubre de 1847 - Charlottenburg, 18 de junio de 1911; nombre completo: Christoph Carl Adolf Hehl) fue un arquitecto y profesor universitario alemán.
En 1872, Hehl fundó su propia oficina de arquitectura en Hannover. Desde 1894 trabajó como profesor titular de arquitectura medieval en la Universidad Técnica de Berlín (Charlottenburg). Hehl, que también era católico, fue junto a August Menken y Max Hasak uno de los constructores de iglesias más importantes de Berlín y diseñando principalmente en el nuevo estilo románico alterado creativamente. Entre otras cosas, trabajó estrechamente con los escultores Carl Dopmeyer y Ferdinand Hartzer e influyó en muchos de sus colegas, como por ejemplo. B. Carl Schäfer.

## Trabajos
- 1873-1874: Iglesia parroquial católica de St. Godehard en Linden
- 1876: diseño de la competencia para la nueva iglesia protestante (más tarde llamada "Christuskirche") con rectoría en Bochum (3er premio, no ejecutado)
- 1878: Nueva construcción del edificio frontal para el jardín de conciertos Odeon en Nikolaistraße en Hanover
- 1879: edificio residencial y comercial para Karl Friedrich Wunder, llamado Wunder House, en Hannover, Friedrichswall 17 (edificio catalogado)
- 1880: Casa para el fabricante Adalbert Grüter en Bünde (Westfalia)
- 1880-1883: Iglesia Evangélica Luterana de la Trinidad en Hanover-Oststadt, Bödekerstraße 23
- 1881: edificio residencial para el fabricante Karl Möller en (Bielefeld) Brackwede, martillo de cobre 59 (bajo protección de monumento)
- 1882: Reconstrucción de St. Vinzenz-Stift en Hanover, Zooviertel, Scharnhorststraße (edificio catalogado)
- 1883-1884: Ayuntamiento en Linden (monumento histórico)
- 1883-1884: Herrenhaus Gestorf
- 1883-1884: diseño del concurso para Christuskirche Barmen (2º premio, no ejecutado)
- 1884: edificio residencial y comercial (llamada "casa de Werner") en Hannover, Kramerstraße
- 1884-1886: Iglesia parroquial católica de Santa Cecilia en Harsum
- 1885-1890: Iglesia parroquial católica de St. Marien (Hannover-Nordstadt)
- 1887: diseño de la competencia para la iglesia parroquial católica St. Peter in Dusseldorf (adjudicado, no ejecutado)
- 1889-1892: Rathaus Harburg en Hamburgo-Harburg (en el estilo del Renacimiento Weser)
- 1891: 'Müllerburg', hogar de la familia Bruno Müller en Oerlinghausen, Detmolder Straße 24 (edificio catalogado)
- 1892-1893: Iglesia parroquial católica de St. Bernward en Hannover-Döhren (edificio catalogado)
- 1894-1895: Iglesia parroquial católica de Santa Isabel en Hannover (monumento histórico y neorrománico)
- 1896: Iglesia de la guarnición luterana protestante en Goetheplatz, (demolida en protesta contra la protesta en 1959, hoy en lugar de la residencia hermana del Friederikenstift)
- 1896-1897: casa hermana (Hannover)
- 1897-1898: Herz-Jesu-Kirche con la antigua Theresienschule y el hospicio en Berlín-Prenzlauer Berg, Schönhauser Allee y Fehrbelliner Straße
- 1899-1900: basílica católica del rosario de la iglesia parroquial en Berlín-Steglitz
- 1900-1901: Casa parroquial de la comunidad católica del Sagrado Corazón en Berlín-Charlottenburg, Alt Lietzow 23
- 1901-1902: Iglesia parroquial católica de San Benno en Linden
- 1903: Edificio comercial Possehl en Lübeck, Beckergrube 40
- 1904: Iglesia parroquial católica de la Sagrada Familia en Lichterfelde, hoy Berlín-Lichterfelde
- 1908: Iglesia Católica del Sagrado Corazón (Berlin-Zehlendorf)
- Terminado en 1910: Iglesia parroquial católica de María, Ayuda de los cristianos en Berlín-Spandau
- Completado en 1912: Iglesia parroquial católica de St. Maria Mater Dolorosa en Berlin-Lankwitz (completada por Carl Kühn)